# نفتالي دين
نفتالي دين (بالعبرية: נפתלי דין‏) (8 نوفمبر, 1916 – 4 مارس, 2001) كان أول محافظ لتل موند في السنوات ما بين 1954–1970. قتل في عملية نتانيا 2001.

## روابط خارجية
- Naftali Dean on the historical society of the Tel Mond block (Hebrew)
- The tragedy of the Ziv family - published on ynet.co.il on March 4, 2001. (Hebrew)